# 陳建宇 (演員)
陳建宇，中國男歌手、演員。所屬經紀公司為耀客傳媒。2021年，參加愛奇藝男團選秀節目《青春有你 第三季》。2023年，參加Mnet韓國男團選秀節目《BOYS PLANET》。